# Mirosław Dymek
Mirosław Dymek – polski programista, twórca m.in. gier Polanie (1996) i Two Worlds (2007).
Jest absolwentem Akademii Górniczo-Hutniczej im. Stanisława Staszica w Krakowie. Dymek był jednym z głównych pomysłodawców i koderów gry Polanie, pierwszej polskiej strategicznej gry czasu rzeczywistego, wydanej w roku 1996. Jest współzałożycielem studia Reality Pump Studios. W połowie pierwszej dekady XXI w. pracował m.in. nad Earth 2140 i Two Worlds (2007). W 2013 roku Dymek odszedł z Reality Pump i od tego czasu opracowuje gry na urządzenia mobilne (Zombie Defense, The Pirate: Caribbean Hunt).